# ایست برویک (پنسیلوانیا)
ایست برویک (به انگلیسی: East Berwick) یک منطقهٔ مسکونی در ایالات متحده آمریکا است که در شهرستان لوزرن، پنسیلوانیا واقع شده‌است. ایست برویک ۲٫۶ کیلومتر مربع مساحت و ۲٬۰۰۷ نفر جمعیت دارد.